# Saison 1 de Misfits
Chronologie
Saison 2
Cet article présente les six épisodes de la première saison de la série télévisée britannique Misfits.

## Synopsis
Nathan, Simon, Curtis, Kelly et Alisha sont cinq adolescents ayant été condamnés, pour des raisons diverses, à des travaux d'intérêt général. Alors qu'ils effectuent leur premier jour, non sans provoquer Tony, leur superviseur, un violent orage éclate. Les personnages sont alors frappés par la foudre. Très vite, ils vont se rendre compte qu'ils détiennent désormais des super-pouvoirs. Mais ils vont également se rendre compte qu'ils ne sont pas les seuls à avoir changé. Tony, devenu complètement fou, va tenter de les assassiner. En danger de mort, ils n'auront d'autre choix que de frapper les premiers et de le tuer. À la suite de ce meurtre qu'ils se refusent de révéler, une longue suite de mésaventures s'enchaîne. Les cinq jeunes vont devoir tenter de cacher leur crime, déplaçant le corps au gré des fouilles de la police, utilisant la carte bleue du disparu pour tromper ses proches et faire croire qu'il est simplement parti. Mais aussi, ils vont devoir apprendre à se faire confiance mutuellement.

## Distribution

### Acteurs principaux
- Iwan Rheon : Simon Bellamy
- Robert Sheehan : Nathan Young
- Lauren Socha : Kelly Bailey
- Nathan Stewart-Jarrett : Curtis Donovan
- Antonia Thomas : Alisha Daniels

### Acteurs récurrents
- Danny Sapani : Tony Morecombe
- Alex Reid : Sally
- Michelle Fairley : La mère de Nathan
- Michael Obiora : Pete
- Benjamin Smith : Lee
- Anna Koval : Sam
- Jamie Blackley : Matt

### Acteurs secondaires
- Josef Altin : Gary
- Jo Stone-Fewings : Jeremy
- Amy Beth Hayes : Ruth jeune
- Clare Welch : Ruth âgée
- Jamie Davis : Ben
- Bunmi Mojekwu : Jodi
- Stephen Wight : Danny
- Perry Benson : Beverly
- Dexter Fletcher : M. Young
- Jessica Brown Findlay : Rachel

## Liste des épisodes

### Épisode 1:Une journée particulière
- Royaume-Uni : 12 novembre 2009 sur E4
- France : 14 novembre 2010 sur OCS Choc

- Royaume-Uni : 787 000 téléspectateurs

### Épisode 2:Il y a quelqu'un qui sait
- Royaume-Uni : 19 novembre 2009 sur E4
- France : 14 novembre 2010 sur OCS Choc

- Royaume-Uni : 738 000 téléspectateurs

### Épisode 3:Pouvoirs de séduction
- Royaume-Uni : 26 novembre 2009 sur E4
- France : 21 novembre 2010 sur OCS Choc

- Royaume-Uni : 680 000 téléspectateurs

### Épisode 4:Déjà vu
- Royaume-Uni : 3 décembre 2009 sur E4
- France : 21 novembre 2010 sur OCS Choc

- Royaume-Uni : 710 000 téléspectateurs

### Épisode 5:La fin justifie les moyens
- Royaume-Uni : 10 décembre 2009 sur E4
- France : 28 novembre 2010 sur OCS Choc

- Royaume-Uni : 670 000 téléspectateurs

### Épisode 6:Une meilleure personne
- Royaume-Uni : 17 décembre 2009 sur E4
- France : 28 novembre 2010 sur OCS Choc

- Royaume-Uni : 660 000 téléspectateurs

## Informations sur le coffretDVD
- Intitulé du coffret : Misfits - Saison 1
- Éditeur : Koba Films
- Format d'image : Couleur, plein écran, PAL, 16/9 compatible 4/3
- Audio : son Dolby Digital 2.0
- Langues : français et anglais
  - Sous-titres : français
- Nombres d'épisodes : 6
- Nombre de DVD : 2
- Bonus : Making of de 17 minutes 30, rencontre avec les acteurs de 15 minutes
- Dates de sortie :
  -  Royaume-Uni : 28 décembre 2009
  -  France : 27 avril 2011